# Juan E. González
Juan E. González (Provincia de Tucumán, Argentina, 14 de abril de 1930 - Ibídem, 29 de diciembre de 2015) es considerado uno de los más destacados poetas tucumanos. Su primer poemario, Los días y la tierra, Cuadernos del Tiempo y su Canto, Ediciones del Consejo Provincial de Difusión Cultural, data de 1962. Luego siguieron: Mandatos y revelaciones, de 1969, Ediciones del Cardón; El grito en el cielo, de 1982, Madrid, Editorial Ayuso series Endymion, durante su exilio en España; Pasión de la tribu, de 1988, Editorial Libros de Tierra Firme José Luis Mangieri; Tribulaciones de la lengua, de 1989 Ediciones Último Reino, Buenos Aires; Cartas de Andrea de Azcuénaga, de 1991, Editorial Libros de Tierra Firme; De ella se decía, de 1993, Editorial Libros de Tierra Firme, 200 Años de Poesía Argentina, antología de 2010, Editorial Alfaguara. Juan González "Obras Completas"  Editorial Humanitas, Colección Letra y Voz, Facultad de Filosofía y Letras, Universidad Nacional de Tucumán, de 2017.
Como periodista colaboró en El País, de España, en el Corriere della Sera, de Italia, y en Unomásuno, de México.
Tras la llegada al poder de la dictadura militar autodenominada Proceso de Reorganización Nacional, el poeta se exilió en España. El gobierno de facto secuestró y e hizo desaparecer a su hijo, Hernán González, cuyos restos fueron encontrados e identificados en mayo de 2014 en el Pozo de Vargas. 
Tras el exilio, retornó a su provincia natal durante el gobierno democrático de Raúl Alfonsín en 1984 y durante años trabajó como asesor literario de la Secretaría de Extensión Universitaria de la Universidad Nacional de Tucumán. Murió en Tucumán, su provincia natal, el 29 de diciembre de 2015 a la edad de 85 años.

## Publicaciones
- Si se pudiera - Pájaros, poemas publicados en la revista Norte Argentino (1958)

Libros de poesías
- Los días y la tierra (1962)
- Mandatos y revelaciones (1969)
- El grito en el cielo (1982)
- Pasión de la tribu (1988)
- Tribulaciones de la lengua (1989)
- Cartas de Andrea de Azcuénaga (1991)
- De ella se decía (1993)
- 200 años de Poesía Argentina (2010) Antología

- Juan González "Obras Completas" (2o17)